# Межпланетная транспортная сеть

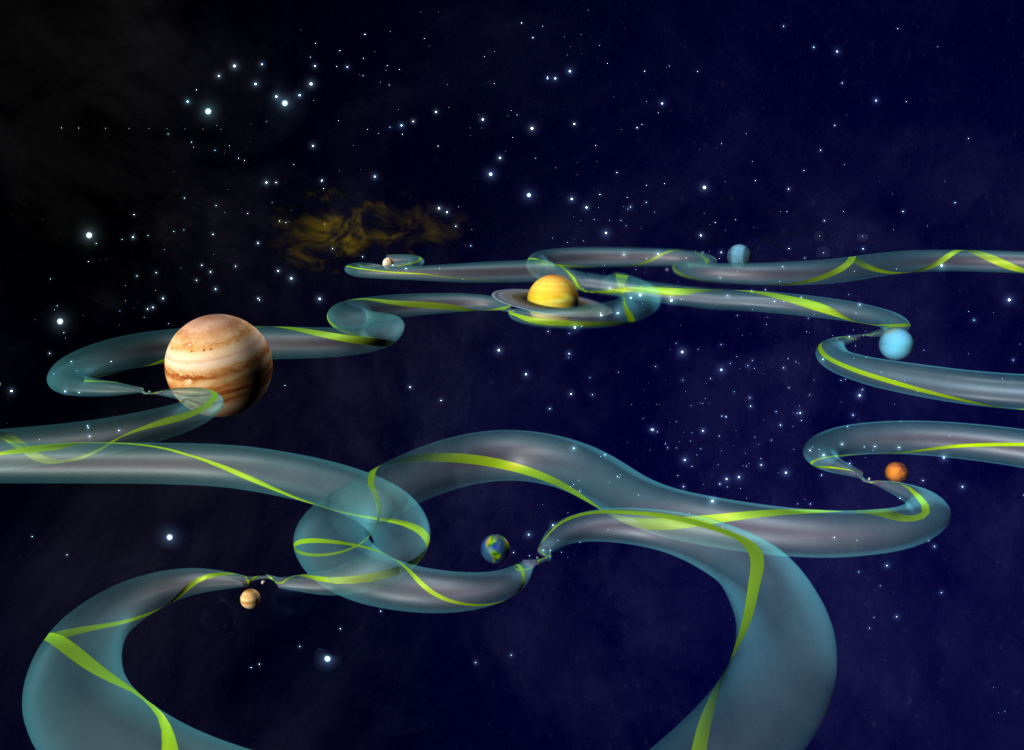
Стилизованное изображение межпланетной транспортной сети. Зелёная полоса — один из множества возможных путей, расположенных на поверхности светло-зелёной трубы. Места, где зелёная полоса резко меняет траекторию — точки Лагранжа

Межпланетная транспортная сеть (англ. interplanetary transport network, ITN, Межпланетный Суперхайвей) — система гравитационно определённых сложных орбит в Солнечной системе, которые требуют небольшого количества топлива. ITN использует точки Лагранжа в качестве точек, в которых возможны низкозатратные переходы между различными орбитами в космическом пространстве. Несмотря на то, что ITN позволяет совершать межпланетные перелеты с небольшими затратами энергии, длительность полетов в десятки и сотни раз больше, чем у классических перелетов по гомановским орбитам, и неприемлемы для пилотируемой космонавтики.
В Солнечной системе в основном существуют низкозатратные орбиты между Юпитером, Сатурном, Ураном и Нептуном, а также между их спутниками.

## История
Ключевым в появлении идеи ITN были исследования траекторий вблизи точек Лагранжа. Первым таким исследованием была работа Анри Пуанкаре в 1890-х. Он заметил, что пути к этим точкам и от них почти всегда на некоторое время превращаются в орбиты вокруг точек. Фактически, существует бесконечное количество траекторий, проходящих через точку, таких, что переход между ними не требует энергии. Если их нарисовать, то они образуют трубу, один из концов которой завершается орбитой у точки Лагранжа. Этот факт был установлен Charles C. Conley и Richard P. McGehee в 1960-х. Теоретические работы Эдварда Белбрано (Jet Propulsion Laboratory) в 1994 проработали детали подобных низкозатратных переходных траекторий между Землей и Луной. В 1991 году, Hiten, первый японский лунный зонд, воспользовался такой траекторией для перелета к Луне. При этом имевшийся остаток топлива не позволял бы достигнуть орбиты Луны по классическим переходным орбитам. Начиная с 1997 Martin Lo, Shane D. Ross и другие написали серию статей о математических основах ITN и применили технику к разработке маршрута КА Genesis (полет на орбиту вокруг точки L1 системы Солнце-Земля с возвратом на Землю), а также для лунных и Юпитерианских миссий. Они назвали систему маршрутов Interplanetary Superhighway (IPS, Межпланетный Суперхайвей)
Оказалось, что возможен простой переход между траекторией, ведущей к точке, и траекторией, ведущей от точки Лагранжа. Это происходит, так как орбита вокруг точки Лагранжа является нестабильной и любое тело рано или поздно должно сойти с такой орбиты. При проведении точных расчетов возможно проведение коррекции и выбор одного из многих путей, исходящих из точки Лагранжа. Многие из таких путей ведут к другим планетам или их лунам. Это означает, что после достижения точки L2 системы Земля-Солнце, расположенной недалеко от планеты, возможен перелет к значительному количеству мест с небольшими дополнительными затратами топлива, либо вообще без них.
Такие переходные траектории являются настолько низкоэнергетическими, что позволяют достигнуть большинства точек в Солнечной системе. Но в то же время, все эти перелетные орбиты являются чрезвычайно долгими и доступны только для автоматических межпланетных станций, но не для пилотируемых экспедиций.
Полёты по ITN уже использовались для достижения космическими аппаратами точки L1 системы Солнце-Земля, полезной для наблюдения за Солнцем, в том числе в миссии Genesis. Обсерватория SOHO действует в L1 c 1996 года. Сеть также помогла лучше понять динамику Солнечной системы; например комета Шумейкеров — Леви 9 летела по такой траектории до столкновения с Юпитером в 1994 году.

## Объяснение
В дополнение к орбитам вокруг точек Лагранжа, богатая динамика возникает от гравитационного взаимодействия более чем с одним крупным телом, в так называемых низкозатратных переходных траекториях. Например, гравитационные поля системы Солнце-Земля-Луна позволяют посылать космические аппараты на большие расстояния с небольшими затратами топлива. В 1978 году был запущен КА ISEE-3 к одной из точек Лагранжа. Часть его манёвров была произведена с небольшими затратами топлива. После завершения основной миссии, ISEE-3 произвёл пролёты через геомагнитный хвост, а затем пролёт рядом с кометой. Миссия была переименована в International Cometary Explorer (ICE).
В 2000 году Мартином Ло (Martin Lo), Kathleen Howell и другими учеными JPL, с использованием математических моделей университета Purdue, была создана программа LTool, упрощающая расчеты траекторий, проходящих вблизи точек Лагранжа, в том числе траекторий из ITN. По сравнению с предыдущими методиками, на расчет траектории может уходить в 50 раз меньше времени. Эта разработка была номинирована на премию Discover Innovation Award.

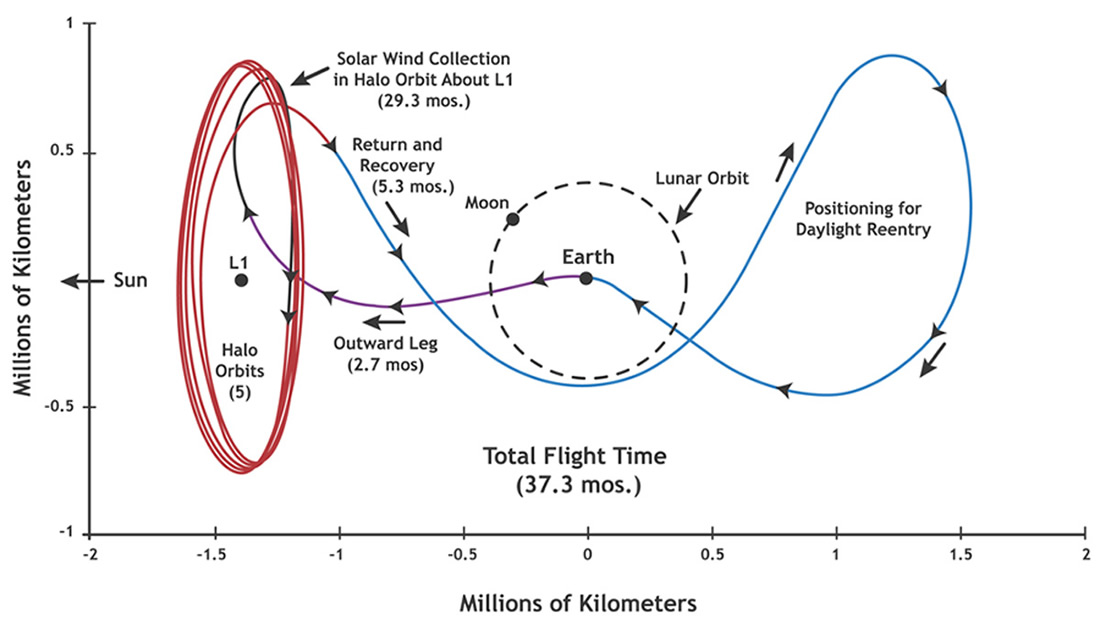
Траектория миссии Genesis, 2001—2003.

Первое использование низкозатратной переходной траектории сети ITN было произведено японским лунным зондом Hiten в 1991. Другой пример использования ITN — миссия NASA 2001—2003 годов Genesis, в которой космический аппарат более двух лет собирал материалы около точки L1 системы Солнце-Земля, затем посетил точку L2 и был возвращен на Землю, используя за все время лишь небольшие корректирующие манёвры. Программа 2003—2006 годов ЕКА SMART-1 также использовала низкозатратную переходную траекторию из сети ITN.
ITN основана на серии орбитальных траекторий, предсказанных теорией хаоса и ограниченной проблемой трёх гравитирующих тел, проходящих через нестабильные орбиты вокруг точек Лагранжа — точек, в которых гравитационные силы от нескольких объектов тел компенсируют центробежную силу тел. Для любых двух объектов, в которых один из них находится на орбите вокруг другого, например в случае пар звезда/планета, планета/луна, существует три такие точки, обозначаемые L1, L2, L3. Для системы Земля-Луна точка L1 расположена на линии между Землей и Луной. Для двух объектов, соотношение масс которых превышает 24.96, существует ещё две стабильные точки: L4 и L5. Орбиты, соединяющие эти пять точек, имеют низкие требования к delta-v и, похоже, являются наиболее экономными переходными орбитами, в том числе более экономными, чем часто применяемые для орбитальной навигации переходные гомановские и биэллиптические орбиты.
Несмотря на компенсацию сил в этих точках, орбиты в L1, L2 и L3 не являются стабильными (неустойчивое равновесие). Если космический аппарат, находящийся в L1 точке системы Земля-Луна, получает небольшой импульс по направлению к Луне, то притяжение со стороны Луны становится больше и космический аппарат вытягивается из точки L1. Поскольку все участвующие тела находятся в движении, аппарат не столкнется сразу же с Луной, но перейдет на извилистую траекторию, уходящую в космическое пространство. Однако, существуют полустабильные орбиты вокруг точек Лагранжа L1, L2, L3 с длительностью пассивного существования в несколько месяцев. Орбиты вокруг точек L4 и L5 стабильны.

## Примеры

Схематичное изображение точек Лагранжа системы Земля-Луна и точек L_{1} и L_{2} системы Солнце-Земля. Точки L_{1} и L_{2} связаны ITN; но до точек L3, L4, L5 нет низкозатратных орбит

Перелет с 200 км LEO парковочной орбиты Земли до гало-орбиты около точек Лагранжа Солнце-Земля (СЗ) L1 или L2 требует {\displaystyle \Delta {v}} около 3200 м/с и занимает около 3 месяцев. Затраты на поддержание гало-орбиты у точек СЗ L1 или СЗ L2 оцениваются не более чем в 5 м/с за каждый год.
Перелет между точкой L1 системы Земля-Луна (ЗЛ) и СЗ L2 или обратно может быть осуществлен по каналам ITN Солнце-Земля-Луна с помощью одного детерминистического манёвра в 14 м/с за время около 20 суток.
Точка ЗЛ L1 может быть достигнута с парковочной земной орбиты в 200 км за {\displaystyle \Delta {v}} в 3150 м/с и 7 дней. (При увеличении {\displaystyle \Delta {v}} возможно ускорение перелета). Удержание станции в ЗЛ L1 требует еженедельных коррекций с общим бюджетом в 10 м/с в год.
Орбитами ITN соединены Юпитер, Сатурн, Уран и Нептун (точнее точки Лагранжа L1 и L2 систем планета-Солнце).